# Hairan II
Herodes, també conegut com a Hairan II (per distingir-lo del seu germà Hairan I o Herodià), va ser un príncep de Palmira, fill d'Odenat i segurament de Zenòbia, i associat pel seu pare al poder.
Només es coneix per un segell de plom trobat a Palmira on apareix el seu nom al costat del nom del seu pare Odenat i del seu germà Vabalat. No indica el nom de la mare ni la data. A més d'aquests, Odenat va tenir un altre fill, Herodià, que apareix en diverses inscripcions de l'any 251. Algunes monedes porten el nom de Septimius Herodianus, i es discuteix si era Hairan o Herodià. Probablement seria el mateix personatge que Trebel·li Pol·lió menciona com un dels Trenta Tirans, amb el nom d'Herennià. De fet Odenat va tenir molts fills, i alguns amb el mateix nom, i per això hi ha dificultats en la identificació.
Hauria estat assassinat junt amb el seu pare pel seu parent Meoni, amb el coneixement de la reina Zenòbia, que aviat va agafar la regència.